# Chronologie Duny
Chronologie Duny je přehled významných událostí v románové sci-fi sérii Duna, kterou vytvořil americký spisovatel Frank Herbert (1920–1986), na jehož dílo po jeho smrti navázal jeho syn Brian Herbert ve spolupráci s Kevinem J. Andersonem.  
Duna se odehrává ve vzdálené budoucnosti, kdy lidstvo ovládá několik tisíc planet, spojených ve vesmírné Impérium. Komunikaci mezi planetami zajišťuje Kosmická gilda, která má monopol na meziplanetarní přepravu. Vznik Kosmické gildy je považován za počátek imperiálního letopočtu, starší data se označují jako p. G. (před Gildou). 

## Chronologie Duny
- ca 11000 p. G naše současnost.[1]

### Období válek proti myslícím strojům
- cca 2300 p. G. 6 kognitorů se uchyluje do soukromí aby mohli přemýšlet bez rozptylovaní svými lidskými těly.
- 1287 p. G. počátek věku Titánů – 20 lidí získalo vládu nad Starým impériem a nastolilo svou despocii.
- 1277 p. G. zemřel vizionář Tlaloc, inspirátor Titánů, a jejich nový vůdce, generál Agamemnon, nechal svůj mozek voperovat do mechanického těla, a vytvořil tak ze sebe prvního kymeka.
- 1182 p. G. Titáni byli ovládnuti počítačovou všemyslí Omniem, který se ujal nadvlády nad Impériem.
- 223 p. G.  narozen Vorian Atreides, 13. syn Titána Agememnona, který se později připojí na stranu Ligy a stane se jedním z hrdinů Služebnického džihádu. Narozen Xavier Harkonnen, pozdější hrdina Služebnického džihádu.
- 221 p. G. narozena Serena Služebnice, pozdější kněžka a formální vůdkyně Ligy vznešených ve Služebnickém džihádu.
- 218 p. G. narozena Norma Cenva, geniální matematička, zakladatelka Gildy, první ctihodná matka a první navigátor lidí na zakřivení prostoru. Žila přes 10 tisíc let.
- 203 p. G. vynálezce Tio Holtzmann vynalezl osobní štíty, silové pole neprostupné pro rychle se pohybující střely, které zcela změní způsob boje (návrat k boji muže proti muži).
- 201 p. G. Selim, vyhnanec ze síče na pouštní planetě Arrakis, poprvé ovládl jízdu na písečném červu. Obchodník Aurelius Venport spolu s Tlulaxanem Tukem Keedairem zahájili ve větším měřítku export melanže z Arrakis. Manžel Normy Cenvy a pomohl měl velký podíl na založení Gildy.
- 201 p. G. – 108 p. G. Služebnický džihád, válka svobodných lidí z Ligy vznešených proti Synchronizovaným světům, ovládaným myslícími stroji.

```
Vyslaní v mezidobí kosmické sondy z Gida primy, které měli rozšířit kopie Omnia.
```

- 200 p. G. Země těžce poničena atomovým útokem se stává neobyvatelnou.
- 174 p. G. Norma Cenva vynalezla transformací Holtzmannových štítů prototyp kosmické lodi, která se díky zakřivení prostoru může pohybovat mezi dvěma místy vesmíru v nekonečně krátkém čase. Zemřel vynálezce Tio Holtzmann. Norma Cenva po mučení kymeky zahlédla své ženské předky, první náznak transu, který si později za pomoci Vody života vyvolávají Ctihodné matky Bene Gesseritu.
- 165 p. G. Aurelius Venport začíná používat Cenviny kosmické lodě pro mezigalaktickou dopravu. V důsledku chyb v navigaci poměrně značné procento lodí havaruje nebo se ztratí, nicméně jde o nejrychlejší způsob dopravy ve vesmíru.
- 164 p. G. zemřela kněžka Serena Služebnice, válečný hrdina Xavier Harkonnen, velký patriarcha Iblis Ginjo, vůdkyně čarodějek z Rossaku Zufa Cenva, obchodník Aurelius Venport a nejlepší ginázský šermíř Jool Noret. Na památku Joola Noreta byla na Ginázu založena šermířská škola, produkující nejlepší bojovníky vesmíru, v cvičil s chiroxem bojovým samostatným robotem.
- 108 p. G. počítačová všemysl Omnius ve snaze zabránit porážce Synchronizovaných světů rozšířila na planetách Ligy uměle vyrobený smrtící retrovirus. Mnohé planety jsou vylidněny strašlivou epidemií. Omnius se pokusil zničit Ligu oslabenou epidemií, byl však oklamán a vojska Ligy za cenu četných ztrát zničila všechny Synchronizované světy s výjimkou Corrinu, na němž byla pomocí neprostupných štítů zajata poslední Omniova inkarnace. Služebnický džihád byl prohlášen za skončený.

### Období Impéria rodu Corrinů
- 88 p. G. bitva o Corrin skončila vítězstvím Ligy vznešených. Výsledkem bylo založení vesmírného Impéria s rodem Corrinů (dříve Služebníků) na trůně. Abulurd Harkonnen upadl do opovržení a byl poslán na ledovou planetu Lankiveil do vyhnanství. V Impériu panuje přísný zákaz užívání a vyvíjení počítačové techniky. Po bitvě o Corrin byly založeny tři významné školy: 
  - Raquella Berto-Anirulová, vnučka Voriana Atreida se ujala nadvlády nad čarodějkami z Rossaku a založila Sesterstvo Bene Gesserit, školu zaměřenou na výcvik těla i ducha a ovlivňování genetického vývoje lidstva.
  - Raquellin milenec, doktor Mohandas Suk založil lékařskou školu, která bude školit nejlepší lékaře v Impériu. Vyvinutá metoda kondiciování nemožnost zabití člověka.
  - Gilbertus Albans vychovaný robotem Erasmem založil školu mentatů, lidí zaměřených na logické výpočty vyšších řádů, "lidské počítače".
- 0 založení Kosmické gildy, monopolní společnosti pro meziplanetární dopravu.  Několik let poté vzniká i CHOAM, hlavní obchodní korporace Impéria, a Oranžsko-katolická bible, ekumenický filozofický text, který měl ambice stát se univerzální náboženskou příručkou.[2] Vytvoření Velké konvence zakazující užití počítačů, atomových a biologických zbraní a použití laserů proti štítům v Impériu.
- 1487 Salusa Secundus těžce poničena atomovým útokem. Rod Corrino přestěhuje imperiální dvůr na Kaitain, ze Salusy se stane vězeňská planeta, z jejíchž obyvatel se později budou rekrutovat sardaukaři, fanatičtí vojáci padišaha imperátora.[3]
- 8711 rod Atreidů získal do vlastnictví vodní planetu Caladan, která se stane jejich sídlem pro příštích dvacet generací.
- 10110 narozen Vladimir Harkonnen, baron Giedi Primy, který se pro svou zvrácenou povahu stane jedním z nejnebezpečnějších padouchů v Impériu.
- 10118 narozen Hasimir Fenring, budoucí nejbližší přítel imperátora Shaddama IV. a profesionální zabiják.
- 10119 narozen Shaddam IV., který ztratí imperiální trůn ve prospěch rodu Atreidů.
- ca 10125 rod Harkonnenů získal do svého držení Arrakis jako imperiální pololéno.
- 10132 narozen Glossu Rabban, krutý synovec Vladimira Harkonnena.
- 10140 narozen Leto Atreides, významný šlechtic landsraadu.
- ca 10146 na Giedi Primě narozen Duncan Idaho, pozdější oddaný spojenec rodu Atreidů a jeden z nejlepších šermířů Impéria.
- 10154 Bene Tleilax s tajnou pomocí imperátora anektoval planetu Iks, kde Hidar Fen Adžika zahájil projekt Amál na vytvoření syntetické melanže. Imperiální planetolog Pardot Kynes se stane členem fremenského síče a za pomoci fremenů zahájí ekologickou transformaci planety Arrakis. Narozena Jessica, nemanželská dcera Vladimira Harkonnena a Ctihodné matky Gaius Heleny Mohiamové a pozdější právoplatná konkubína vévody Leta Atreida.
- 10156 Shaddam IV. nastoupil na imperiální trůn.
- 10174 - 10175 Velká melanžová válka, vedená imperátorem Shaddamem IV., jejímž cílem je zničit všechny tajné zásoby koření. Postupuje nesmírně krutě, což proti němu obrátí veřejné mínění v landsraadu.
- 10175 projekt Amál selhal. Hidar Fen Adžika ještě před tím vyslal do vzdáleného vesmíru své Tvarové tanečníky, z nichž jsou postupným vývojem vytvořeny dokonalé náhražky, které budou v budoucnosti představovat pro Impérium vážnou hrozbu. Na Kaitanu narozen Paul Atreides, syn Leta Atreida a lady Jessicy, pozdější imperátor, vládce Arrakis a Kwisatz Haderach - výslednice genetického programu Bene Gesseritu.
- 10191 rod Atreidů se přestěhoval z Caladanu na Arrakis. Rod Harkonnenů s tajnou pomocí imperátora dobyl Arrakis. V souvislosti s útokem zemřel vévoda Leto Atreides, Duncan Idaho, doktor Wellington Yueh a imperiální planetolog Liet Kynes, syn Pardota Kynese. Doktor Yueh se pokusil zavraždit barona Vladimira Harkonnena - bylo to vůbec poprvé, kdy se někomu podařilo prolomit imperiální kondicionování sukovských doktorů, znemožňující jim vědomě ohrozit lidský život. Paul Atreides se spolu s těhotnou matkou Jessicou připojil k fremenskému síči Tabr. Jessica porodila Letovu dceru Alii.
- 10193 zemřel starý mentat rodu Atreidů, Thufir Hawat. Alia otrávila barona Vladimira Harkonnena, zemřeli i jeho synovci Glossu Rabban a Feyd-Rautha Harkonnen, čímž rod Harkonnenů vymřel po meči.

### Období Impéria rodu Atreidů
- 10193 – 10209 vláda imperátora Paula Atreida.
- 10202 Shaddam IV. zemřel ve vyhnanství na Saluse Secundus.
- 10206 Tleilaxané poslali Paulu Atreidovi prvního gholu Duncana Idaha, u nějž se poprvé podařilo pomocí stresové situace vyvolat vzpomínky na jeho předchozí život. Tento postup umožní neustále oživovat zemřelé, a natáhnout tak život prakticky do nekonečna.
- 10207 narozena dvojčata Leto II. Atreides a Ghanima, potomci Paula Atreida a fremenky Chani. Paul Atreides odchází zemřít do pouště. Ctihodná matka Gaius Helena Mohiamová popravena.
- 10219 při potyčce mezi kněžími zemřel arrakiský Prorok, o němž se ukázalo, že to byl Paul Atreides navrátivší se z pouště. Ghanima Atreidová pomocí hluboké autohypnózy dokázala jako první člověk v Impériu oklamat benegesseritskou Mluvčí pravdy. Leto II. se za pomoci písečných pstruhů stal mutantem, který může žít tisíce let. Alia Atreidová spáchala sebevraždu.
- 10219 – 13728 vláda Leta II. Atreida. Během té doby z Arrakis vymizeli píseční červi a s nimi i melanž. Za jeho vlády museli Tleilaxané i Bene Gesserit značně omezit svou činnost. Škola mentatů byla zrušena, sardaukaři rozpuštěni, fremeni zcela ustoupili ze své slávy a stali se žebráky na okraji pouště.
- 10225 zemřel hrabě Hasimir Fenring.
- 10256 zemřela lady Jessica.
- ca 13700 narozena Siona Atreidová, výsledek genetického programu Leta II. Sionu a její potomky nelze sledovat předzvěstnou schopností.

### Období Hladomoru a Rozptylu
- 13728 Leto II. se stal obětí atentátu Siony Atreidové a jednoho z klonů Duncana Idaha. Následují období Hladomoru a Rozptylu, během nichž část lidstva opouští Staré impérium a osídlí planety vzdáleného vesmíru. Bene Gesserit obnovuje svůj upravený genetický program, jehož cílem je vylepšovat specifické lidské vlastnosti, školit mentaty a zabránit zrození nového Kwisatze Haderacha. Iksané vyvinuli systém, který posiluje psychické schopnosti běžných navigátorů mezigalaktických kosmických lodí bez melanžového transu, a Kosmická gilda tak ztrácí svůj monopol na meziplanetární dopravu. Tleilaxanům se podařilo vytvořit syntetickou náhražku melanže. Arrakis tak ztrácí své výsadní postavení mezi planetami.
- 14702 nalezeny tajné deníky Leta II., v nichž je popsáno mnoho jeho tajných myšlenek a záměrů.
- 14929 narozen Miles Teg, potomek rodu Atreidů, geniální stratég a mentat Bene Gesseritu, který po mučení iksanskou sondou získá mimořádné fyzické dispozice a schopnost vidět nelodě.
- 15170 narozena Darwi Odradová, dcera Milese Tega a pozdější Ctihodná matka Bene Gesseritu.

### Období války Bene Gesseritu a Ctěných matre proti myslícím strojům
- 15205 počátek války Bene Gesseritu s tajemnými Ctěnými matre.
- 15213 narozen poslední ghola Duncana Idaha, u nějž později budou vyvolány vzpomínky na všechny jeho předchozí inkarnace a který dokáže zotročit Ctěné matre sexem.
- 15227 Tleilaxané vyvinuli nový typ Tvarových tanečníků, kteří jsou téměř k nerozeznání a dokážou převzít i část vzpomínek a osobnosti původní osoby.
- 15229 Arrakis zničena atomovým útokem, takže na ní zahynul veškerý život. Při útoku zemřel Miles Teg.
- 15232 na Kapitule narozen klon Milese Tega.
- 15240 válka s Ctěnými matre ukončena, když se Ctihodná matka Murbella stane zároveň Velkou ctěnou matre. Na Kapitule, planetě Bene Gesseritu, se podaří obnovit pouštní proces písečných červů a tvorby melanže. Duncan Idaho s Milesem Tegem, Sheenou a dalšími významnými osobami prchne do neznámého vesmíru.
- 15258 odpadlickými Ctěnými matre zničena planeta Riches.
- 15265 finální konflikt mezi myslícími stroji a Starým impériem skončil uzavřením míru. Do čela lidstva i strojů se postavil konečný Kwisatz Haderach Duncan Idaho.

### Závěr
- 20217 projev Gause Andauda k 10.000. výročí proměny Leta II. Atreida z člověka na písečného červa (nejpozdnější informace o vesmíru Duny).[4]